# US Marinoise
El US Marinoise es un equipo de fútbol de Martinica que juega en la Liga de Fútbol de Martinica, la liga de fútbol más importante del territorio.

## Historia
Fue fundado en el año 1970 en la ciudad de Le Marin y es el equipo de fútbol más fuerte de la ciudad, ya que son el único equipo de la ciudad que ha sido campeones de la Liga de Fútbol de Martinica, en 2 ocasiones; aunque no consiguen títulos desde el año 1994.
A nivel internacional han participado en un torneo continental, la Copa de Campeones de la Concacaf 1991, en la cual fueron eliminados en la cuarta ronda del Caribe ante el Police FC de Trinidad y Tobago.

## Palmarés
- Liga de Fútbol de Martinica: 2

1989/90, 1993/94

## Participación en competiciones de la Concacaf
| Temporada | Torneo                           | Ronda    | Club                | Casa | Visita | Global |
| --------- | -------------------------------- | -------- | ------------------- | ---- | ------ | ------ |
| 1991      | Copa de Campeones de la Concacaf | Caribe 1 | Solidarité Scolaire | 1-1  | 2-0    | 3-1    |
| 1991      | Copa de Campeones de la Concacaf | Caribe 2 | Racing              | 3-2  | 1-1    | 4-3    |
| 1991      | Copa de Campeones de la Concacaf | Caribe 4 | Police FC           | 3-2  | 1-3    | 4-5    |